# Bílé inferno
Bílé inferno – album nagrany przez wokalistkę i skrzypaczkę Ivę Bittovą oraz gitarzystę Vladimíra Václavka. Płyta została wydana jako dwupłytowy digipack, mimo że jej zawartość zmieściłaby się na pojedynczym CD.
Rafał Księżyk określił płytę jako Spotkanie najwybitniejszych osobowości jednej z najciekawszych scen europejskiej alternatywy, zaś jej zawartość jako przepiękną, niepowtarzalną muzykę zawieszoną pomiędzy awangardą, minimalistycznym rockiem a folkiem.

## Spis utworów
CD 1:
1. Vzpomínka (tekst: Bohuslav Reynek) – 7:38
2. Uspávanka (Jan Skácel) – 6:06
3. Sirka v louži (Bohuslav Reynek) – 3:44
4. Sto let (So Päk-džu, przekład: Oldřich Vyhlídal) – 4:17
5. Kdoule (Bohuslav Reynek) – 6:01
6. Zelený víneček (lidová) – 4:38
7. Moucha (Bohuslav Reynek) – 9:04

CD 2:
1. Moře (Zuzana Renčová) – 7:01
2. Starý mlýn (Bohuslav Reynek) – 3:36
3. Je tma (Vladimír Václavek) – 2:13
4. Churý churůj (Iva Bittová) – 9:44
5. Zvon (Vladimír Václavek) – 9:43
6. Huljet (Mordechaj Gebirtig) – 3:18

## Muzycy
- Iva Bittová – śpiew, skrzypce, altówka i inne
- Vladimír Václavek – gitara, bębenek, śpiew, mandolina i inne

Gościnnie:
- Ida Kellerová – fortepian, śpiew
- dziecięcy chór Lelky – śpiew (Pavlína Alexová, Alžběta Koudelková, Tereza Kerndlová, Bára Vetešníková, Vendula Halouzková)
- Tom Cora – wiolonczela
- František Kučera – trąbka i inne
- Jaromír Honzák – kontrabas